# 维拉立生
维拉立生（INN：vilaprisan；开发代号：BAY-1002670）是一种合成的类固醇选择性孕酮受体调节剂，由拜耳医药保健制药公司正在开发，用于治疗子宫内膜异位症和子宫肌瘤。它是一种有效且高度选择性的孕酮受体部分激动剂。截至2017年，该药物正处于上述适应症的II期临床试验中。